# Paesi Bassi all'Eurovision Young Musicians
I Paesi Bassi ha debuttato all'Eurovision Young Musicians 1982, svoltosi a Ginevra, in Svizzera, vincendo la competizione. Nel 1988 ospita la competizione e nel 1990 collezionerà la sua seconda vittoria. Tuttavia, gli anni duemila si sono rivelati poco proficui per la nazione, che ha partecipato per l'ultima volta nel 2014.

## Partecipazioni
- Primo posto
- Secondo posto
- Terzo posto

| Anno                                    | Artista             | Strumento    | Canzone | Posizione       | Posizione         |
| Anno                                    | Artista             | Strumento    | Canzone | Finale          | Semifinale        |
| --------------------------------------- | ------------------- | ------------ | --- | --------------- | ----------------- |
| 1984                                    | Isabelle van Keulen | Violino      | 1) Concerto per Violino, No. 5, Op. 37, di Henri Vieuxtemps | 1º              | Niente semifinali |
| 1986                                    | Pauline Oostenrijk  | Oboe         | N.A. | Non qualificata | Non qualificata   |
| 1988                                    | Wibi Soerjadi       | Pianoforte   | N.A. | Non qualificata | Non qualificata   |
| 1990                                    | Niek van Oosterum   | Pianoforte   | 1) Concert per Pianoforte e Orchestra in A minore, Op. 16, 1° Movimento, di Edvard Grieg | 1º              | N.A.              |
| Nessuna partecipazione dal 1992 al 1998 |                     |              | |                 |                   |
| 2000                                    | Gwyneth Wentink     | Arpa         | 1) Concerto per Arpa, Op. 25, 3° movimento, di Alberto Ginastera | F               | N.A.              |
| 2002                                    | Fleur Bouverie      | Clarinetto   | N.A. | Non qualificata | Non qualificata   |
| 2004                                    | Felicia van den End | Flauto       | N.A. | Non qualificata | Non qualificata   |
| 2006                                    | Kate Sebring        | Pianoforte   | N.A. | Non qualificata | Non qualificata   |
| 2008                                    | Steven Bourne       | Violoncello  | 1) Sonata per Violoncello e Pianoforte, di Claude Debussy 2) Elegie, di Gabriel Fauré (Serata finale) | F               | N.A.              |
| 2010                                    | Dana Zemtsov        | Violino      | N.A. | Non qualificata | Non qualificata   |
| 2012                                    | Ella van Poucke     | Violoncello  | 1) Fantasiestucke, Op. 73, per Violoncello, di Robert Schumann | Non qualificata | Non qualificata   |
| 2014                                    | Lucie Horsch        | Flauto dolce | ) Sonata seconda (Renaissance sopraan), di Dario Castello 2) Der Besucher der Idylle (1993) (tenor), di Isang Yun 3) Adagio en Allegro uit Sonate Wq 135, di Carl Philipp Emanuel Bach 4) Concerto per flautino in sol maggiore RV 443, di Antonio Vivaldi (Serata finale) | F               | Niente semifinali |
| Nessuna partecipazione dal 2016 al 2024 |                     |              | |                 |                   |

## Città ospitanti
| Anno | Città     | Luogo         | Presentatori |
| ---- | --------- | ------------- | ------------ |
| 1988 | Amsterdam | Concertgebouw | Martine Bijl |